# Michele Savrie
Michele Savrie (ur. 3 sierpnia 1984 w Ferrara) – włoski wioślarz.

## Osiągnięcia
- Mistrzostwa Świata Juniorów – Duisburg 2001 – czwórka bez sternika – 6. miejsce[1].
- Mistrzostwa Świata Juniorów – Troki 2002 – czwórka bez sternika – 3. miejsce[1].
- Mistrzostwa Świata U-23 – Amsterdam 2005 – czwórka bez sternika wagi lekkiej – 3. miejsce[1].
- Mistrzostwa Świata – Gifu 2005 – ósemka wagi lekkiej – 1. miejsce[1].
- Mistrzostwa Świata U-23 – Hazewinkel 2006 – czwórka bez sternika wagi lekkiej – 1. miejsce[1].
- Mistrzostwa Świata – Eton 2006 – ósemka wagi lekkiej – 1. miejsce[1].
- Mistrzostwa Świata – Monachium 2007 – ósemka wagi lekkiej – 3. miejsce[1].
- Mistrzostwa Świata – Linz 2008 – ósemka wagi lekkiej – 4. miejsce[1].